# Дубовка (Краснодонский район)
Дубовка (укр. Дубівка) — село в Краснодонском районе Луганской области. Под контролем самопровозглашённой Луганской Народной Республики. Входит в Новоалександровский поселковый совет.

## География
Село расположено на реке под названием Должик, между Краснодоном и Свердловском. Соседние населённые пункты: центр поселкового совета — пгт. Новоалександровка — на севере (ниже по течению Должика), посёлки Радгоспный, Орджоникидзе и сёла Верхнешевыревка на северо-востоке, Верхнедеревечка и Нижнедеревечка на востоке, Батыр, Прохладное, Бобриковка на юго-востоке, Курячье (выше по течению Должика) на юге, Медвежанка, Николаевка, Нагорное на юго-западе, Палиевка на западе, посёлки Великий Лог и Верхняя Краснянка на северо-западе.